# Ozarba endoscota
Ozarba endoscota är en fjärilsart som beskrevs av George Francis Hampson 1916. Ozarba endoscota ingår i släktet Ozarba och familjen nattflyn. Inga underarter finns listade i Catalogue of Life.